# CA Périgueux
Club Athlétique Périgueux Dordogne (sau CA Périgord) este un club francez de rugby din Périgueux, Dordogne. Este bazat la stadionul Francis-Rongiéras. Clubul joacă în Federal 1.